# Nagy Dezső (gépészmérnök)
Nagy Dezső (Székesfehérvár, 1841. december 6. – Budapest, 1916. március 19.) gépészmérnök, műegyetemi tanár.

## Élete
Középiskoláit Budán, szaktanulmányait a budai és zürichi műegyetemen végezte, s az utóbbin gépészmérnöki oklevelet nyert. Az 1867-68. tanévben segédtanár volt a királyi József-műegyetemen, ahova két évi külföldi tanulmányút után 1870. szeptember 1-jén a gépészszerkezettan rendes tanárává nevezték ki. 1882. március 9-én a mechanikai és elméleti géptani tanszékre helyezték át. Az 1885. évi országos kiállításon a nemzetközi osztály alelnöke, a gépészi csoport elnöke és bíráló bizottsági tag volt és érdemei elismeréseül a Ferenc József-rendet nyerte. Mint főnök vezette az 1894-ben hivatalos szilárdsági kisérleti állomásból átalakított műszaki mechanikai laboratóriumot. 1913-ben vonult nyugalomba. Úttörő munkásságot fejtett ki az építő- és szerkezeti anyagok vizsgálata területén, ugyanis az első magyarországi építőanyag-szabályzatok ezek alapján készültek.

## Munkái
- Közlemények a kir. József műegyetem műszaki mechanikai laboratoriumában végzett kisérletek eredményéről. I. rész. A természetes építőanyagok, kövek. (Bpest, 1897)
- Dinamika (Bp., 1905)